# BBC Alsemberg
BBC Alsemberg is een Belgische basketbalclub uit Alsemberg bij Beersel opgericht in 1969.

## Geschiedenis
De club werd opgericht in 1967 als middagsactiviteit op de toenmalige Rijksmiddelbare School Alsemberg door Gilbert Houben. De club speelde zijn eerste jaren in scholenverband. In 1969 werd de ploeg ook voor het eerst ingeschreven bij de Belgische basketbalbond en ontving stamnummer 1476. De club bleef ook de jaren nadien nauw verbonden met de school en speelde ook op de sportvelden van de school.
De club speelde doorheen de jaren in de provinciale reeksen van het Belgische basketbal en speelt anno 2025 in het Sportcomplex Kerkeveld.